# ألان بيرغمان
ألان بيرغمان (بالإنجليزية: Alan Bergman)‏ هو راقص باليه ومصور أمريكي، ولد في 1943، وتوفي في 24 سبتمبر 2010.